# Cimetière militaire belge d'Adinkerque
Le cimetière militaire belge d'Adinkerque est un cimetière militaire situé sur la Heldenweg (le chemin des Héros) dans le village belge d'Adinkerque (La Panne).

## Caractéristiques
Ce cimetière a une superficie de 101 ares et contient 1 783 tombes de soldats tombés lors de la Première Guerre mondiale. Parmi les tombes de soldats belges, il y a également 67 tombes de soldats britanniques. Un soldat français est, à la demande de ses parents, enterré sous une pierre tombale belge. Les soldats qui reposent dans ce cimetière sont décédés à l'hôpital militaire belge l'Océan situé à La Panne.
Au milieu des années 1920, un type unique de pierres tombales militaires belge fut introduit. Cela conduit en 1925 à la destruction et au remplacement de 130 « croix de héros » flamandes (Heldenhuldezerkje). Les pièces brisées furent incorporées au pavement du cimetière.

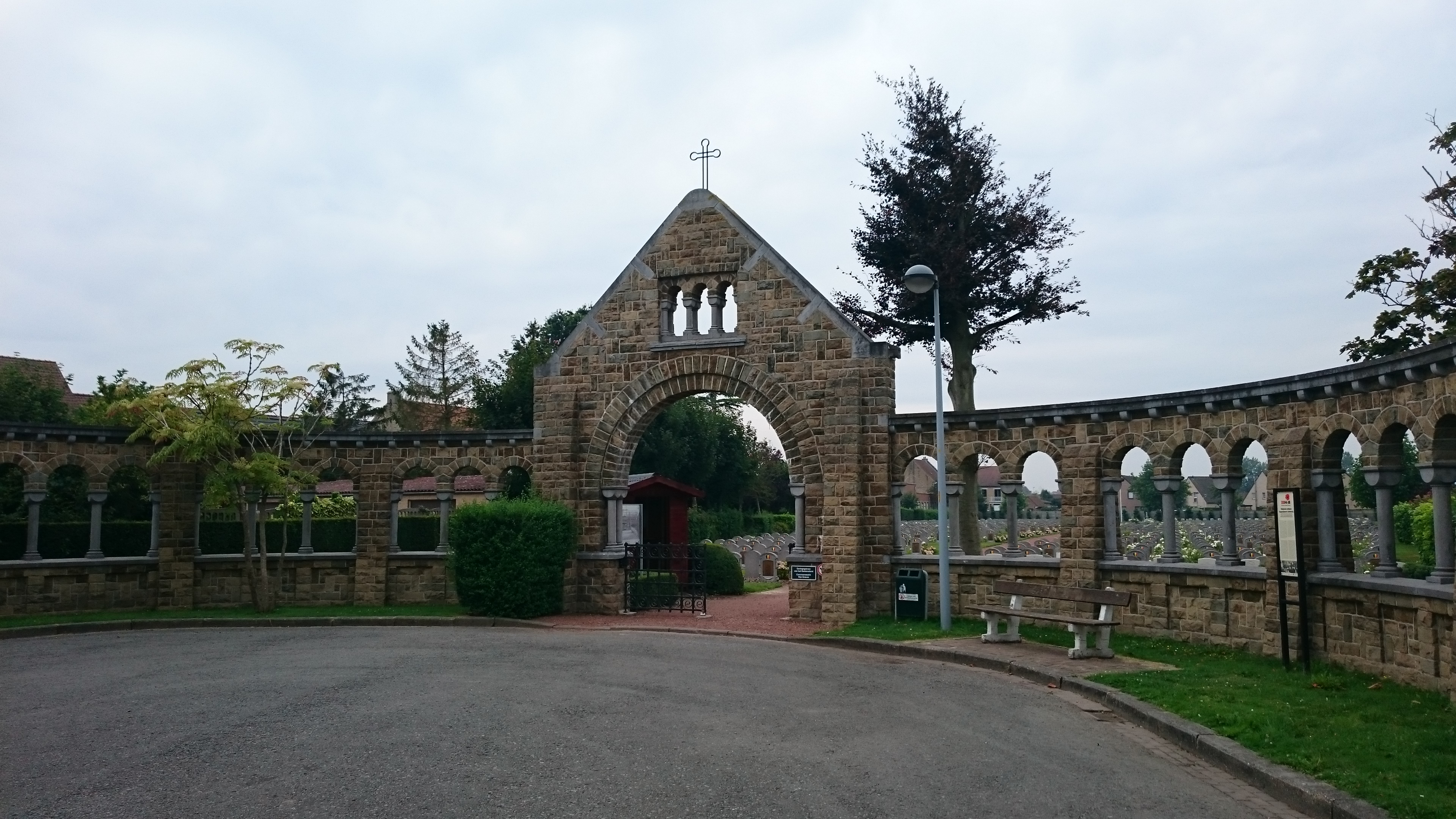
Portail d'entrée.
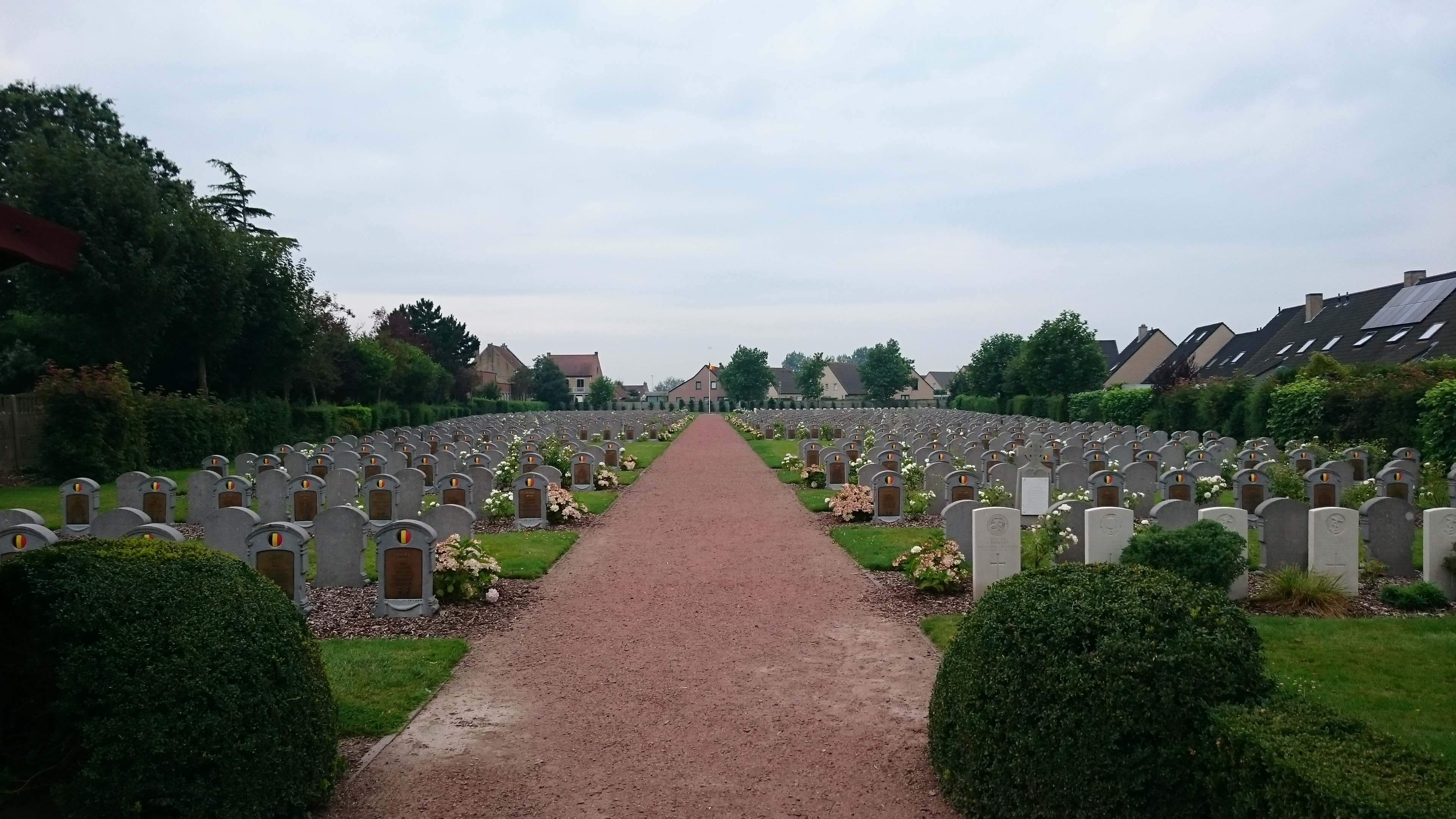
Entrée du cimetière, vers l'ouest.
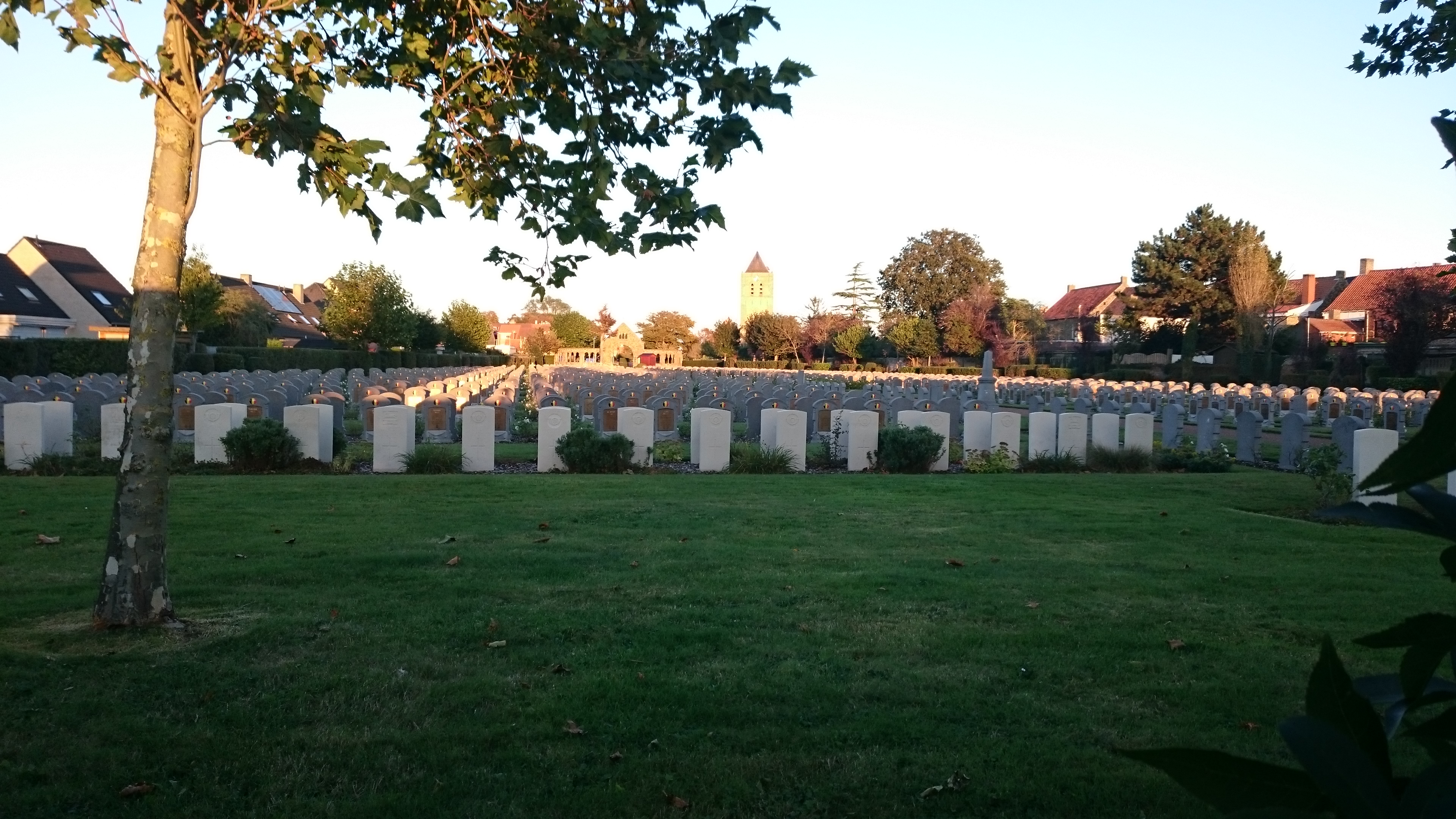
Fin du cimetière, vers l'est.

## Sources
- (nl) Cet article est partiellement ou en totalité issu de l’article de Wikipédia en néerlandais intitulé « Belgische militaire begraafplaats van Adinkerke » (voir la liste des auteurs).

## Compléments